# Frente de Acción Popular
El Frente de Acción Popular (FRAP) fue una coalición de partidos políticos de izquierdas chilena fundada el 1 de marzo de 1956 y extinta en octubre de 1969.
Se configuró como una alianza estrecha de “partidos de masas”, integrada por el Partido Comunista –en ese entonces proscrito por la «Ley de Defensa Permanente de la Democracia»-; el Partido Socialista Popular (PSP) –sólo hasta 1957, año en que las diferentes fuerzas socialistas se unifican-, el Partido Socialista de Chile (PS); el Partido Democrático del Pueblo y el Partido Democrático de Chile –quienes se fusionan conformando el Partido Democrático Nacional (Padena), y se retiran del FRAP en 1965.
En 1958 se integró la Vanguardia Nacional del Pueblo, y el Partido Social Demócrata en 1967. En términos de ideario el Frente de Acción Popular, consideraba como apremiante promover la nacionalización de los recursos naturales del país, sobre todos los mineros. Además, propiciaban el fortalecimiento del Estado, el cual, a su juicio, debía ejercer un control centralizado de la economía del país.
Llevó como candidato a la presidencia a Salvador Allende en las elecciones de 1958 y 1964.

## Historia

### Fundación
Surge el 28 de febrero de 1956 como una coalición política y electoral de unidad de las fuerzas de izquierda, principalmente socialistas y comunistas. El FRAP sería el conjunto de fuerzas que lucharían por un programa anti-imperialista, antioligárquico y antifeudal (Declaración del FRAP, 1956) en un amplio movimiento de masas por la conquista de los derechos de los trabajadores y la emancipación económica y política nacional. El primer objetivo que debió enfrentar esta coalición política fue hacer frente al segundo gobierno del presidente Carlos Ibáñez del Campo, así mismo, debían estar mejor preparados para enfrentar las futuras elecciones parlamentarias de 1957.
Las  elecciones municipales del 1 de abril de 1956 fueron la primera prueba para la coalición. El FRAP obtuvo alrededor de 130 000 votos y eligió a 248 regidores, de los cuales la mitad pertenecían al Partido Socialista Popular. Sin embargo hubo tensiones entre los socialistas y comunistas en cuanto a la definición y estrategia política del FRAP. Para los socialistas era un Frente de Trabajadores (coalición exclusiva de los partidos de la clase obrera en defensa y lucha de sus intereses) y para los comunistas un Frente de Liberación Nacional (vía electoral de acceder al poder, en coalición con otros partidos llamados burgueses como los radicales y democratacristianos reunidos en un programa de emancipación nacional y democratización política y social). Si bien hubo críticas hacia el PCCh por su poca claridad política, igual el PS apoyó la formación del FRAP.[cita requerida]

### Candidaturas presidenciales de Salvador Allende

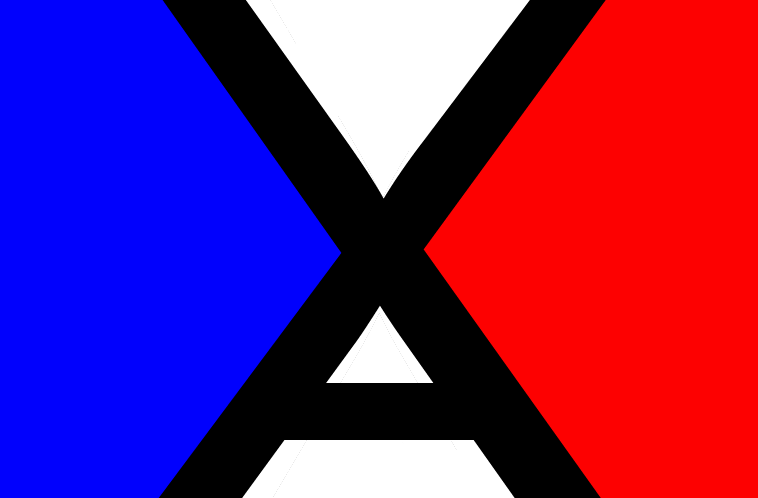
Emblema usado en la candidatura presidencial de Salvador Allende en 1964. Utilizado también como bandera de la coalición.

Pese a lo complejo de las elecciones anteriores, el FRAP decidió presentar candidato para la elección presidencial de 1958. Durante la denominada «Convención Nacional del Pueblo», se proclamó la candidatura del socialista Salvador Allende quien fue derrotado por el abanderado de la derecha Jorge Alessandri. A partir de esto, el Frente de Acción Popular se constituyó como un importante núcleo de oposición para el gobierno de Alessandri. En las elecciones parlamentarias de 1961 el FRAP aumentó su alcance electoral y obtuvo 33 diputados y 12 senadores electos.

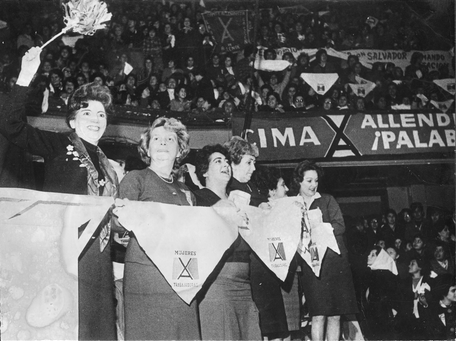
Mujeres del FRAP en campaña de Allende, 1964.

Con esta mejora electoral, decidieron afrontar una nueva elección presidencial, y en 1964 levantan la candidatura de Salvador Allende, quien fue derrotado por el líder y candidato del Partido Demócrata Cristiano (PDC), Eduardo Frei Montalva.

### Declive
Durante la administración de Frei Montalva, el Frente de Acción Popular fue perdiendo notoriedad pública y fuerza política, algo que quedó reflejado en las elecciones parlamentarias de marzo de 1969, lo que posteriormente generó un reordenamiento en el sector que desembocó en el nacimiento de la Unidad Popular (UP).

## Composición
Los partidos que integraron el FRAP fueron los siguientes: Partido Comunista de Chile, Partido Socialista Popular (hasta 1957 cuando se unifica con el PS), Partido Socialista de Chile, Partido Radical Doctrinario (hasta 1964 cuando fue disuelto), Partido Democrático del Pueblo y Partido Democrático, estos dos últimos se fusionan en 1960 para formar el Partido Democrático Nacional el cual se retira en 1965 del FRAP, la Vanguardia Nacional del Pueblo que surge en 1958 como resultado de la fusión de varios grupos menores (Partido del Trabajo y otros), el Partido de Izquierda Nacional (grupo separado del Partido Radical que participó entre 1964 y 1967), y el Partido Social Demócrata creado en 1967.
| Partido                              | Período   |
| ------------------------------------ | --------- |
| Comunista (PCCh)                     | 1956-1969 |
| Socialista (PS)                      | 1956-1969 |
| Democrático del Pueblo (PDP)         | 1956      |
| Socialista Popular (PSP)             | 1956-1957 |
| Radical Doctrinario (PRD)            | 1956-1964 |
| Democrático (PDo)                    | 1956-1960 |
| Del Trabajo (PT)                     | 1957-1958 |
| Vanguardia Nacional del Pueblo (VNP) | 1958-1965 |
| Democrático Nacional (Padena)        | 1960-1965 |
| De Izquierda Nacional (PIN)          | 1964-1967 |
| Social Demócrata (PSD)               | 1967-1969 |